# Troglodytes
Troglodytes es un género de aves paseriformes perteneciente a la familia Troglodytidae.
La longitud de estos pájaros suele ser de entre 11 y 12 cm. Generalmente el plumaje de sus partes superiores está listado en tonos pardos y es algo más claro en las partes inferiores. Tienen alas cortas y redondeadas, patas fuertes y una cola de tres puntas. Su vuelo es directo.
Se encuentran principalmente en hábitats algo más fríos que la mayoría de sus parientes. La mayoría de las especies se encuentran en las montañas de América, pero una de sus especies se extiende por el Paleártico.

## Taxonomía
Los parientes vivos más cercanos a este género posiblemente son Thryorchilus browni y Cistothorus, y no las especies del género Henicorhina como a veces se propuso.

Varias especies, como el Troglodytes tanneri, anteriormente se consideraban subespecies de Troglodytes aedon. Troglodytes sissonii, antes se incluía en el género Thryomanes (Thryomanes bewickii), es en realidad un pariente cercano del complejo de Troglodytes aedon, según lo indicado por "el comportamiento, el canto, plumaje, etc" y por biogeografía y por estudios de los genes del ADN mitocondrial.
Troglodytes troglodytes tiene una relación menos estrecha con los demás miembros del género.

### Especies
El género contiene doce especies:
- Troglodytes troglodytes - chochín común;
- Troglodytes hiemalis - chochín hiemal;
- Troglodytes pacificus - chochín del Pacífico;
- Troglodytes tanneri - chochín de la Clarión;
- Troglodytes aedon - chochín criollo;
- Troglodytes cobbi - chochín malvinero;
- Troglodytes sissonii - chochín de la Socorro;
- Troglodytes rufociliatus - chochín cejirrufo;
- Troglodytes ochraceus - chochín ocráceo;
- Troglodytes solstitialis - chochín montañés;
- Troglodytes monticola - chochín de Santa Marta;
- Troglodytes rufulus - chochín de tepuí.

Al parecer hay dos clados, uno compuesto por los chochines de Norteamérica y otro que contiene las especies de América Central y Sudamérica. Troglodytes rufociliatus parece ser una especie basal.